# Black-Ash Inheritance
Black-Ash Inheritance er en EP fra det melodiske dødsmetalband In Flames, der blev udgivet i 1997 som forsmag på deres kommende album Whoracle. Numrene på minicden var alle med på den japanske udgave af Whoracle og senere på genudgivelsen af The Jester Race. Nummeret "Gyroscope" var senere udgivet på det følgende album og live-numemret "Behind Space" stammede fra deres debutalbum Lunar Strain

## Numre
1. "Goliaths Disarm Their Davids" – 4:54
2. "Gyroscope" – 3:26
3. "Acoustic Medley" – 2:37
4. "Behind Space (Live)" – 3:37

## Musikere
- Anders Fridén – Vokal
- Jesper Strömblad – Guitar
- Glenn Ljungström – Guitar
- Johan Larsson – Bas
- Björn Gelotte – Trommer